# 佐々木桂二
佐々木 桂二（ささき けいじ、1955年4月25日 - ）は、日本のバスケットボール指導者。日本バスケットボール協会コーチデベロッパー、宮城県バスケットボール協会会長、東北バスケットボール協会会長、東北大学バスケットボール連盟会長、東北学院大学バスケットボール部男女監督。教え子にはバスケットボール日本代表の相澤優子がいる。

## 略歴
- 1968年 大崎市立古川中学校卒業。
- 1971年 宮城県古川高等学校卒業。
- 1976年 東京教育大学体育学部卒業。
- 1978年 筑波大学大学院体育研究科 （コーチ学専攻）修了。
- 1995年 東北学院大学教養学部助教授。

## 競技歴
- 関東学生選手権大会2位、全日本学生選手権大会4位、宮城選抜で国体出場

## 指導歴
- 神奈川県立川崎高校（インターハイ出場）、東京経済大学（インカレ出場）、宮城県成年女子選抜（国体優勝）、東北学院大学女子（東北学生選手権15回連続優勝、東北総合選手権5回優勝、全日本学生選手権3位）、東北学院大学男子（東北学生選手権6回連続優勝、東北総合選手権4回優勝、全日本学生選手権ベスト8）